# Anodonthyla theoi
Anodonthyla theoi е вид жаба от семейство Тесноусти жаби (Microhylidae).

## Разпространение
Видът е разпространен в Мадагаскар.